# Le Vauclin

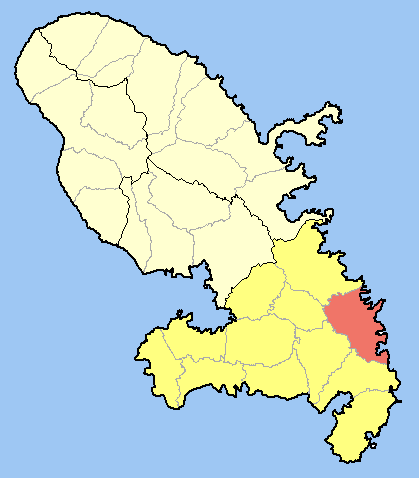
Situació de Le Vauclin

Le Vauclin (en crioll antillà Voklen) és una comuna francesa, situada a la regió de Martinica. El 2009 tenia 8.821 habitants. És situat al vessant atlàntic i la principal ocupació és la pesca. Antigament formava part de les possessions del senyor de Vauquelin, fins que el 1837 es constituí en comuna.

## Administració
| Període | Identitat        | Partit |
| ------- | ---------------- | ------ |
| 2008-   | Raymond Occolier |        |